# Ållsjön
Ållsjön är en sjö i Sollefteå kommun i Ångermanland och ingår i Ångermanälvens huvudavrinningsområde. Sjön har en area på 0,423 kvadratkilometer och ligger 180,1 meter över havet. Sjön avvattnas av vattendraget Björkån.

## Delavrinningsområde
Ållsjön ingår i det delavrinningsområde (702091-157892) som SMHI kallar för Utloppet av Ållsjön. Medelhöjden är 241 meter över havet och ytan är 6,69 kvadratkilometer. Räknas de 20 avrinningsområdena uppströms in blir den ackumulerade arean 115,97 kvadratkilometer. Björkån som avvattnar avrinningsområdet har biflödesordning 2, vilket innebär att vattnet flödar genom totalt 2 vattendrag innan det når havet efter 45 kilometer. Avrinningsområdet består mestadels av skog (84 procent). Avrinningsområdet har 0,43 kvadratkilometer vattenytor vilket ger det en sjöprocent på 6,4 procent.